# Aljaksandra Ramanowskaja
Aljaksandra Alehawna Ramanowskaja (Wit-Russisch: Аляксандра Алегаўна Раманоўская) (Minsk, 22 augustus 1996) is een Wit-Russische freestyleskiester. Ze vertegenwoordigde haar vaderland op de Olympische Winterspelen 2018 (Pyeongchang).

## Carrière
Bij haar wereldbekerdebuut, in februari 2012 in Minsk, scoorde Ramanowskaja met een negende plaats direct wereldbekerpunten. Op de wereldkampioenschappen freestyleskiën 2015 in Kreischberg eindigde ze als elfde op het onderdeel aerials. Op 30 januari 2015 boekte de Wit-Russische in Lake Placid haar eerste wereldbekerzege. In de Spaanse Sierra Nevada nam Ramanowskaja deel aan de wereldkampioenschappen freestyleskiën 2017. Op dit toernooi eindigde ze als negentiende op het onderdeel aerials. Tijdens de Olympische Winterspelen van 2018 in Pyeongchang eindigde ze als veertiende op het onderdeel aerials.
Op de wereldkampioenschappen freestyleskiën 2019 in Park City werd de Wit-Russische wereldkampioene op het onderdeel aerials, samen met Anton Koesjnir en Maksim Goestik eindigde ze als vierde in de landenwedstrijd aerials.

## Resultaten

### Olympische Spelen
| Jaar | Plaats      | Resultaten  |
| ---- | ----------- | ----------- |
| 2018 | Pyeongchang | 14e Aerials |

### Wereldkampioenschappen
| Jaar | Plaats        | Resultaten                |
| ---- | ------------- | ------------------------- |
| 2015 | Kreischberg   | 11e Aerials               |
| 2017 | Sierra Nevada | 19e Aerials               |
| 2019 | Park City     | Aerials · 4e Aerials team |

### Wereldbeker
Eindklasseringen
| Seizoen   | Algm | AE    |
| --------- | ---- | ----- |
| 2011/2012 | 137e | 24e   |
| 2012/2013 | 186e | 31e   |
| 2013/2014 | 179e | 32e   |
| 2014/2015 | 33e  | 9e    |
| 2015/2016 | 34e  | 9e    |
| 2016/2017 | 42e  | 11e   |
| 2017/2018 | 25e  | 4e    |
| 2018/2019 | 47e  | 9e    |
| 2019/2020 | 23e  | Brons |

Wereldbekerzeges
| Datum            | Plaats      | Onderdeel |
| ---------------- | ----------- | --------- |
| 30 januari 2015  | Lake Placid | Aerials   |
| 16 februari 2019 | Moskou      | Aerials   |
| 7 februari 2020  | Deer Valley | Aerials   |